# James Stanhope, 7. Earl Stanhope

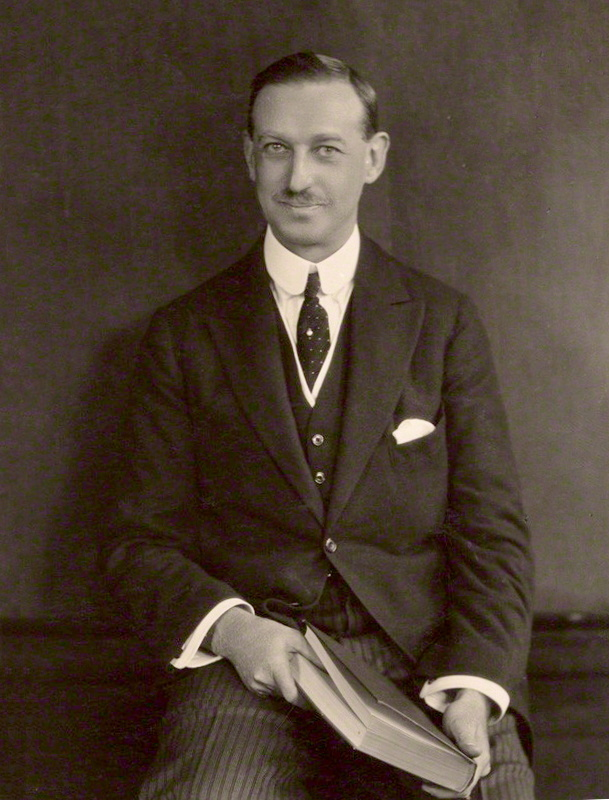
James Richard Stanhope, 7. Earl Stanhope

James Richard Stanhope, 13. Earl of Chesterfield, 7. Earl Stanhope, KG DSO MC PC (* 11. November 1880; † 15. August 1967) war ein britischer Politiker der Conservative Party, der 62 Jahre lang Mitglied des House of Lords war. Er fungierte von 1936 bis 1937 als Minister für öffentliche Arbeiten, zwischen 1937 und 1938 als Bildungsminister, von 1938 bis 1939 als Erster Lord der Admiralität sowie von 1939 bis 1940 als Lord President of the Council.

## Leben

### Familiäre Herkunft
Stanhope war der ältere Sohn des Politikers Arthur Stanhope, 6. Earl Stanhope (1838–1905), aus dessen Ehe mit Evelyn Henrietta Pennefather († 1923). Sein jüngerer Bruder Richard Philip Stanhope fiel als Captain der Grenadier Guards 1916 im Ersten Weltkrieg.

### Militärische Laufbahn und Oberhausmitglied
Stanhope trat 1901 als Second Lieutenant der Grenadier Guards in die British Army ein. Er nahm mit seinem Regiment als Teil der Guards Division 1902 am Zweiten Burenkrieg teil. 1904 erfolgte seine Beförderung zum Lieutenant.
Beim Tod seines Vaters erbte Stanhope am 19. April 1905 dessen Adelstitel als 7. Earl Stanhope, 7. Viscount Stanhope sowie 7. Baron Stanhope. Dadurch wurde er Mitglied des House of Lords und gehörte diesem 62 Jahre lang bis zu seinem Tode am 15. August 1967 an.
Er fungierte zwischen 1906 und 1908 als Aide-de-camp des Befehlshabers (General Officer Commanding) des Wehrbezirks von London und wurde 1908 zunächst zum Captain sowie 1909 zum Major befördert. 1910 erfolgte seine Wahl zum Mitglied des London County Council, des Grafschaftsrates des damaligen County of London, in dem er bis 1913 das Metropolitan Borough of Lewisham vertrat.

### Erster Weltkrieg und Juniorminister
Zu Beginn des Ersten Weltkrieges kehrte Earl Stanhope 1914 als Captain in den aktiven Militärdienst zurück und wurde 1916 zum Major und Lieutenant-Colonel befördert. Für seine militärischen Verdienste wurde er 1916 mit dem Military Cross (MC) sowie 1917 als Companion des Distinguished Service Order (DSO) ausgezeichnet.
Nach Kriegsende übernahm er 1918 in der Koalitionsregierung von Premierminister David Lloyd George sein erstes Regierungsamt und bekleidete bis 1919 die Funktion als Parlamentarischer Sekretär im Kriegsministerium (Parliamentary Secretary to the War Office). Während der Amtszeit von Premierminister Stanley Baldwin übte er zwischen dem 6. November 1924 und dem 4. Juni 1929 die Funktion als Ziviler Lord der Admiralität (Civil Lord of the Admiralty) aus und wurde zuletzt 1929 auch zum Mitglied des Privy Council berufen.
Earl Stanhope, der 1930 auch Treuhänder der National Portrait Gallery in London wurde, übernahm in der von Ramsay MacDonald am 25. August 1931 gebildeten Nationalen Regierung (National Government) die Funktion als Unterstaatssekretär im Kriegsministerium (Under-Secretary of State for War) und war als solcher zugleich bis 1934 Vizepräsident des Heeresrates (Vice President of the Army Council). 1934 wurde er als Knight Companion in den Hosenbandorden aufgenommen.
Im Anschluss bekleidete er in der Nationalregierung MacDonalds sowie dessen Nachfolger als Premierminister, Stanley Baldwin, von 1934 bis 1936 die Funktion als Unterstaatssekretär im Außenministerium (Under Secretary of State for Foreign Affairs). Gleichzeitig war er zwischen 1935 und 1937 Mitglied des Rates der Duchy of Lancaster und gehörte damit dem Beraterstab des Chancellor of the Duchy of Lancaster an.

### Minister in den Regierungen Baldwin und Chamberlain
Premierminister Stanley Baldwin berief Earl Stanhope am 16. Juni 1937 auch erstmals in ein Ministeramt, und zwar als Nachfolger von William Ormsby-Gore zum Minister für öffentliche Arbeiten (First Commissioner of Works).
Nach dem Amtsantritt von Premierminister Neville Chamberlain übernahm er am 28. Mai 1937 das Amt des Bildungsministers (President of the Board of Education), das er bis zu seiner Ablösung durch Herbrand Sackville, 9. Earl De La Warr am 27. Oktober 1938 ausübte. Gleichzeitig fungierte er zwischen dem 21. Februar 1938 und dem 14. Mai 1940 als Führer der Regierungsmehrheit im House of Lords (Leader of the House of Lords). Im Rahmen einer Umbildung der Regierung Chamberlain übernahm er am 27. Oktober 1938 von Duff Cooper das Amt des Ersten Lords der Admiralität (First Lord of the Admiralty), das er bis kurz nach dem Beginn des Zweiten Weltkrieges am 3. September 1939 bekleidete, als er von Winston Churchill abgelöst wurde.
Im Anschluss übernahm Earl Stanhope am 3. September 1939 von Walter Runciman, 1. Viscount Runciman of Doxford, die Funktion als Vorsitzender des Privy Council (Lord President of the Council), welche er bis zum Amtsantritt von Winston Churchill als Premierminister am 10. Mai 1940 innehatte.
Am 2. August 1952 erbte er von seinem kinderlos verstorbenen entfernten Verwandten Edward Scudamore-Stanhope, 12. Earl of Chesterfield, dessen Adelstitel als 13. Earl of Chesterfield und 13. Baron Stanhope of Shelford.

### Ehe
Earl Stanhope war seit dem 16. April 1921 mit Lady Eileen Agatha Browne († 1940) verheiratet, eine Tochter von George Browne, 6. Marquess of Sligo. Da diese Ehe kinderlos blieb, erloschen mit seinem Tod am 15. August 1967 die Adelstitel des Earl of Stanhope, des Earl of Chesterfield sowie des Baron Stanhope of Shelford, während die Adelstitel des Viscount Stanhope und des Baron Stanhope von seinem entfernten Verwandten William Stanhope, 11. Earl of Harrington geerbt wurden.